# Barinas (municipalité)
Pour les articles homonymes, voir Barinas.
Barinas est l'une des douze municipalités de l'État de Barinas au Venezuela. Son chef-lieu est Barinas, également capitale de l'État. En 2011, la population s'élève à 353 851 habitants.

## Géographie

### Subdivisions
La municipalité est divisée en quatorze paroisses civiles avec, chacune à sa tête, une capitale (entre parenthèses) : 
- Alfredo Arvelo Larriva (Quebrada Seca) ;
- Alto Barinas (Barinas) ;
- Barinas (Barinas) ;
- Corazón de Jesús (Barinas) ;
- Dominga Ortiz de Páez (La Mula) ;
- El Carmen (Barinas) ;
- Juan Antonio Rodríguez Domínguez (El Corozo) ;
- Manuel Palacio Fajardo (La Caramuca) ;
- Ramón Ignacio Méndez (Barinas) ;
- Rómulo Betancourt (Barinas) ;
- San Silvestre (San Silvestre) ;
- Santa Inés (Santa Inés) ;
- Santa Lucía (Santa Lucía) ;
- Torunos (Torunos).